# Cinnamomum taquetii
Cinnamomum taquetii är en lagerväxtart som beskrevs av Leveille. Cinnamomum taquetii ingår i släktet Cinnamomum och familjen lagerväxter. Inga underarter finns listade i Catalogue of Life.